# Лайдульф (князь Капуанський)
Лайдульф, князь Капуанський (993—999), наймолодший син князя Пандульфа Залізнї Голови. Був графом Теано, у 993 намовив мешканців Капуї убити свого брата князя Ланденульфа II, після чого спадкував Капуанський престол.
У грудні 998 імператор Священної Римської імперії Оттон III призначив Адемара герцогом Сполетським. Оттон разом з Адемаром повели свої війська на південь і захопили Капую, змістивши Лайдульфа за убивство свого брата. Адемар став князем Капуанським. Лайдульф був ув'язнений у Німеччині.
| Історія | Це незавершена стаття з історії. Ви можете допомогти проєкту, виправивши або дописавши її. |